# Мужская сборная Нидерландских Антильских островов по хоккею на траве
Мужская сборная Нидерландских Антильских островов по хоккею на траве — мужская сборная по хоккею на траве, представляющая Нидерландские Антильские острова на международной арене. 

## Результаты выступлений

### Панамериканские игры
- 1967 — 8-е место
- 1971—2003 — не участвовали
- 2007 — 6-е место
- 2011—2015 — не участвовали

### Панамериканский чемпионат
- 2000 — не участвовали
- 2004 — 5-е место
- 2009—2017 — не участвовали

### Игры Центральной Америки и Карибского бассейна
- 1982—2002 — не участвовали
- 2006 —
- 2010 — 4-е место[1]
- 2014 — не участвовали